# Hidetoki Takahashi
Hidetoki Takahashi (Prefectura de Fukushima, Japó, 11 d'abril de 1916 - 5 de febrer de 2000) és ser un futbolista i entrenador japonès. Va dirigir la selecció japonesa (1957, 1960-1962).